# ベルフセ・マース川

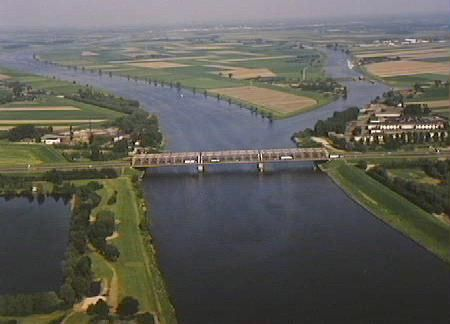
アウデ・マーシェ川が合流する地点

ベルフセ・マース川（ベルフセ・マースがわ、蘭：Bergsche Maas）は、オランダを流れる川で、マース川がライン・マース・スヘルデ三角州に流れ込んで分岐した川の一つである。
フースデンでマース川がアフヘダムデ・マース川とベルフセ・マース川に分岐した地点からベルフセ・マース川と名前を変える。そこから、ヘールトライデンベルフでドンヘ川が合流する地点までの約24.5kmがベルフセ・マース川である。ベルギーとオランダを結ぶマース川の主要航路の一部であり、航路幅180m、深さ5.95mが保証されている。
ベルフセ・マース川本流の経路
マース川 > ベルフセ・マース川 > アメル川 > ホランス・ディープ川 > ハーリングフリート川・フォルケラク川 > 北海

## 流域の自治体・都市
オランダ
北ブラバント州：フースデン、ヴァールヴァイク、ヘールトライデンベルフ

## 支流
- アウデ・マーシェ川（Oude Maasje）がヘールトライデンベルフの東で合流する